# María Josefa Francisca Oribe y Viana
María Josefa Francisca Oribe y Viana (Montevideo, Virreinato del Río de la Plata, 13 de septiembre de 1789 - Ib., 1835) fue un importante personaje político dentro del Virreinato del Río de La Plata. La historiografía nacional le ha reconocido junto a Ana Monterroso de Lavalleja y a Bernardina Fragoso de Rivera, como símbolo de mujer patricia.Jugó un papel importante en la independencia de las Provincias Unidas del Río de la Plata durante la Revolución de Mayo.Fue hermana y suegra del presidente Manuel Oribe.

## Genealogía
|  |                               |  |  |  |  |  |  |  |  |  |  |  |  |  |  |  |
|  | 4. Francisco de Oribe         |  |  |  |  |  |  |  |  |  |  |  |  |  |  |  |
|  |                               |  |  |  |  |  |  |  |  |  |  |  |  |  |  |  |
|  |                               |  |  |  |  |  |  |  |  |  |  |  |  |  |  |  |
|  | 2. Francisco de Oribe         |  |  |  |  |  |  |  |  |  |  |  |  |  |  |  |
|  |                               |  |  |  |  |  |  |  |  |  |  |  |  |  |  |  |
|  |                               |  |  |  |  |  |  |  |  |  |  |  |  |  |  |  |
|  | 5. María de las Casas         |  |  |  |  |  |  |  |  |  |  |  |  |  |  |  |
|  |                               |  |  |  |  |  |  |  |  |  |  |  |  |  |  |  |
|  |                               |  |  |  |  |  |  |  |  |  |  |  |  |  |  |  |
|  | 1. María Josefa Oribe y Viana |  |  |  |  |  |  |  |  |  |  |  |  |  |  |  |
|  |                               |  |  |  |  |  |  |  |  |  |  |  |  |  |  |  |
|  |                               |  |  |  |  |  |  |  |  |  |  |  |  |  |  |  |
|  | 6. José Joaquín de Viana      |  |  |  |  |  |  |  |  |  |  |  |  |  |  |  |
|  |                               |  |  |  |  |  |  |  |  |  |  |  |  |  |  |  |
|  |                               |  |  |  |  |  |  |  |  |  |  |  |  |  |  |  |
|  | 3. Francisca de Viana         |  |  |  |  |  |  |  |  |  |  |  |  |  |  |  |
|  |                               |  |  |  |  |  |  |  |  |  |  |  |  |  |  |  |
|  |                               |  |  |  |  |  |  |  |  |  |  |  |  |  |  |  |
|  | 7. Francisca de Alzáibar      |  |  |  |  |  |  |  |  |  |  |  |  |  |  |  |
|  |                               |  |  |  |  |  |  |  |  |  |  |  |  |  |  |  |
|  |                               |  |  |  |  |  |  |  |  |  |  |  |  |  |  |  |

## Biografía
María Josefa Francisca Oribe y Viana fue la sexta hija del matrimonio entre María Francisca Nicolasa de Viana, nieta de José Joaquín de Viana, primer gobernador de Montevideo y el capitán español Coronel Francisco de Oribe, vasco de Laredo. María Josefa Francisca Oribe era tres años mayor que su hermano Manuel Ceferino, más tarde su yerno. 
El 21 de octubre de 1805 a los 16 años Pepita, como le decían, se casó con Felipe Contucci, un comerciante naviero portugués que llegaría a ser presidente del Cabildo de Montevideo. El matrimonio no se realizó por amor sino por motivos económicos. Tuvieron una única hija, Agustina Contucci y Oribe, que se casaría con su tío Manuel Oribe.
Pepita era una mujer de temperamento que siguió su propio camino y se jugó por la pertenencia de su patria a las Provincias Unidas y, posteriormente, por la independencia total.
Pepita era considerada en la época como una insurgente y fue tratada de «tupamara», término con el que los españoles se referían despectivamente a los criollos que participaban de la lucha por la independencia. Su notoria actividad revolucionaria le valió repetidas persecuciones, vejámenes y prisión en la Ciudadela de Montevideo.
La historiografía nacional le ha reconocido junto a Ana Monterroso de Lavalleja y a Bernardina Fragoso de Rivera, como símbolo de mujer patricia, una mujer jugada abiertamente a su fe y convicciones, sin medir las consecuencias para sí, porque la causa estaba por encima de todo.
Junto a otras señoras de la ciudad, Ana Monterroso de Lavalleja, entre ellas, hizo todo lo posible por favorecer la causa de los patriotas durante ambos sitios, y comenzó a ser vista por el gobierno colonial como un peligro.
Trabajó para la Revolución oriental y la Revolución de Mayo y fue espía. En 1812, junto con Margarita Viana y Alzáibar, posibilitó la fuga de la Cárcel de la Ciudadela del Marino Manuel Blanco Encalada, quien ansiaba ir a la lucha por la libertad de Chile.
Fue puesta en prisión junto a Ana Monterroso de Lavalleja y maltratada. Los bienes de los Oribe y los Alzáybar fueron confiscados. Recuperaron la libertad cuando las huestes artiguistas entraron en Montevideo, en marzo de 1815, y Pepa se dedicó entonces a criar a su única hija, mientras su ya marido legal o exmarido se establecía en Río de Janeiro. 
Hacia 1823 Contucci regresó a Montevideo y ocupó durante un breve lapso la presidencia del Cabildo de Montevideo, de filiación pro lecorina; pero no hay indicios de que ambos esposos hayan reanudado su relación.
Gracias a la influencia masónica de su abuelo José Joaquín de Viana y de sus hermanos Manuel Oribe e Ignacio Oribe, María Josefa Francisca o Pepita, como le decían, había tomado conocimiento de los ideales del Nacionalismo y del Liberalismo, que proclamaban las ideas de igualdad entre los hombres. 
Durante los preparativos de la Cruzada Libertadora de 1825 trabajó recolectando dinero y armamento y procuró gestar una nueva división entre los ocupantes brasileros.
Tal como lo atestigua Luis Ceferino de la Torre, se le había encomendado a «Pepita patriota entusiasta, comprometer a los soldados del  Batallón de Pernambucanos, de ideas  republicanas, para apoyar a la revolución oriental, consiguiendo ella, una cantidad de cartuchos de bala  y algún dinero» que envió el mismo Luis de la Torre.
Pepita consiguió que el batallón de Pernambucanos le hicieran la promesa de que apoyarían el movimiento emancipador patriota.
Este intento de los pernambucanos, se frustró por una indiscreción, por lo que Pepita debió huir a la campaña, donde siguió recorriendo día y noche los campos de la patria, buscando simpatizantes para la causa de la independencia, incansablemente.
Producido el desembarco de los Treinta y Tres Orientales en la Playa de la Agraciada, ante la desesperación por la carencia de remedios e instrumental médico para los heridos, se vistió y se maquilló para hacerse pasar por una de las tantas mujeres que pasaban por el Portón de San Pedro para lavar la ropa, ante la mirada de los centinelas brasileros. Así logró entrar en Montevideo y allí se puso en contacto con el cirujano brasileño José Pedro de Oliveira, a quien pidió que le facilitara instrumental médico para atender a los patriotas heridos. El médico cede y ella vuelve vestida de lavandera, con los bolsos atiborrados de instrumental médico para atender a los heridos orientales.
En 1826, utilizando sus vínculos pernambucanos comenzó a realizar tareas de espionaje en Montevideo, tal como la testimonió entre otros el entonces Teniente José Brito del Pino.
Pepita Oribe falleció en 1835, en el año en que su hermano Manuel Oribe asumió la Presidencia de la República.
De una familia importante, una calle de la ciudad de Montevideo lleva el nombre de su hermano y otra el nombre de su hija Agustina Contucci y Oribe.